# Euchalcia
Euchalcia é um gênero de traça pertencente à família Arctiidae.